# アンタッチャブル〜事件記者・鳴海遼子〜
『アンタッチャブル〜事件記者・鳴海遼子〜』（アンタッチャブル じけんきしゃ なるみりょうこ）は、2009年10月16日から12月18日まで毎週金曜日21:00 - 21:54に、ABCとテレビ朝日の共同制作により、テレビ朝日系列で放送された日本のテレビドラマ。主演は仲間由紀恵。
キャッチコピーは「世の中には、触れてはいけない闇がある。」と「その闇は、触れてはならない。」。

## ストーリー
雑誌「国民ジャーナル」の元記者・鳴海遼子はひょんなことから三流誌「週刊アンタッチャブル」に転職する。ドジな面がありつつも、三流誌と馬鹿にされながらも抜群の行動力と信念で数多くの事件を取材してきた。このドラマは、いろいろな事件の真相を、時にはシリアスに、また時にはコミカルに描く連続サスペンスミステリーである。

## 登場人物

### 主要人物
鳴海遼子〈29 → 30〉
演 - 仲間由紀恵
三流誌「アンタッチャブル」記者。2年前まで一流週刊誌「国民ジャーナル」の記者だったが、上司と記事の内容を巡り、クビになる。生活の為にやむなくアンタッチャブル編集部に就職する。書いている雑誌は三流だが心は一流がモットー。気に入らない人物の名前を「恨みノート」「不幸ノート」に付けたり、ターゲットをしつこく追い回す・朝まで張り込む性格だが、真実を明らかにし、記事にすることが「ジャーナリズム」だと思っている。異性の自分に対する行動を「恋愛感情がある」と捉えてしまう妄想癖があり、遠山に会うと毎度復縁しに来たと思ったり、鷹籐が少し気を利かせただけで過剰に反応している。あまり場の空気が読めない。兄のアパートに居候をさせてもらっている。「杉の子育英募金」によって大学まで進学。
中学生の時に放火によって両親を亡くし、未だ捕まっていない犯人の「真実」を知るために記者になった。「名なしの権兵衛」の正体を突き止めようとしており、様々な事件に巻き込まれて行く中で「名なしの権兵衛」の正体を暴き、「触れてはいけない闇」を暴くことを決意する。過去に自身が世話となった「杉の子育英募金」を行っている「永倉ホールディングス」を尊敬していたが、事件の真相を調べていく中で怪しむ。
遠山史朗〈30〉
演 - 要潤
一流週刊誌「国民ジャーナル」副編集長（第2話までは記者）→三流誌「アンタッチャブル」編集長（第7話から）。遼子が「国民ジャーナル」の記者だった頃、関わりがあったようだが、現在は関わりたくないと思っている。遼子からは「史郎ちゃん」と呼ばれており、遼子によると「元カレ」らしいが、本人は否定している。ルービックリベンジを数秒で完成させたり、普通では目に見えないほど遠くのものを見られ、記憶出来るなど、超人的な能力を最終章で見せた。樫村が亡き後に、編集長となるが実は「名なしの権兵衛」の命令によるもの。美鈴の掴んだ事実を放送する特番の時に、「名なしの権兵衛」から脅迫状を送られ、以降は命令に従っていた中で美鈴の携帯の写真に自分の父親が映り、事件に関与していることを知る。その後は父親を止めようとするも刺されてしまい、一週間入院することとなる。実は自身の遺伝子は「能力開発研究機構」に保存されている。

### 週刊アンタッチャブル
鷹藤俊一〈26〉
演 - 佐藤智仁（現・佐藤祐基）
「アンタッチャブル」カメラマン。遼子とペアを組んで活動している。遼子の粘着質な性格にあきれながらも、真実を突きとめようとする姿勢に感心を示している。妄想癖や、気を利かせただけで過剰に反応する遼子に心底あきれている。また、遼子のように取材対象に不躾に迫ったりせずお世辞を言ったり、遼子が暴走しがちな時には引き止めたりなど常識的な一面を持つ。初めは遼子のことを「変な奴」だと思い、遼子の取材方法には嫌々ながらも一緒に行動していたが、共に様々な事件に巻き込まれていく中で「名なしの権兵衛」の正体を突き止めようとする。
遼子と同じく「杉の子育英募金」に世話になったことがあり、自身も過去に放火の事件に巻き込まれたことがあり、その後は鷹藤家の養子となる。旧姓は「梨野」。放火事件の真相を知るために、報道の道を志した。家族を放火で亡くす前は、優秀な兄に強いコンプレックスを抱いており、その兄から虐待を受けており、また、両親からも見放されていたとされていた。子供の頃は凶悪事件の本を読み漁る他、爆発物や毒物関係の知識に興味を抱いていた。
巻瀬美鈴〈27〉
演 - 芦名星
「アンタッチャブル」記者。スタイル抜群の美女で、それを取材の武器にする面も持つ。「真実」を重視する遼子とは正反対で「売上」を重視する。史朗の力を借り、「国民ジャーナル」の記者になろうとしている。「国民ジャーナル」移籍の話が無くなり、妹が殺された事件の影響で平常心を保てなくなったため、遠山の実家に厄介になっていたが一郎が殺人に関与していることを知り、遠山家から逃げてくる。その後は鳴海家で居候をさせてもらっており、事件のことを知り、自らも遼子同様に「真実」を暴くことを決意し、「アンタッチャブル」に戻る。
西尾里香〈23〉
演 - 浦野一美（当時・AKB48）
「アンタッチャブル」記者。中原と仲がいい。いつも携帯をいじっている。
中原誠〈45〉
演 - 田中要次
「アンタッチャブル」記者。
城之内仁〈48〉
演 - 酒井敏也
「アンタッチャブル」記者。主に政治などの記事を担当しているが、グルメなどの記事も担当。美鈴の部屋から出て行くのを鷹藤に見られ、以後は怪しまれるが、本人なりにある事実を突き止めるためだった。立て篭もり犯の菅原とは「環境保護団体・ラボネイチャリング」で出会う。「ラボネイチャリング」が狂信的な組織だと知り、自身は身を引いたが菅原を止めることが出来なかったことを後悔する。たびたび、美鈴の部屋を訪れたり、不審な動きをしていたのは「事実」を知るため。後に同じ目的を持つ遼子と共に、真実を暴こうとする。
樫村秀昭〈45〉
演 - 田中哲司
「アンタッチャブル」編集長。売り上げ重視の販売至上主義者。遼子が事件の記事を書くたびに永倉の命令によって「恐ろしい闇組織が存在する」と言う文末を削除している。自身の体験から、「触れてはいけない闇」を警戒している。過去に暴力事件を追及している時に、拉致監禁され暴行を受けていたところを永倉に助けられて以来、永倉の命令に従っていたが、その事件を教えたのが永倉だと知る。永倉の命令に従うことに反発し、遼子と同じく「名なしの権兵衛」の正体を探ろうとするも、後に変死体となって発見される。

### 永倉ホールディングス
永倉栄一〈45〉
演 - 寺島進
「永倉ホールディングス」社長。「週刊アンタッチャブル」のスポンサーである。様々な分野で業績を伸ばし、主に環境保護や教育などの慈善事業に取り組んでいる。「新党・地球党」を立ちあげる。財閥の生まれで次男という位置だったせいか、募金団体しか任されなかったが、長男である兄が死亡し全てを引き継いだ。洸至によると「自分には取り柄がないから、他のを使う」。

### 警視庁公安部
鳴海洸至〈35〉
演 - 小澤征悦
警視庁公安部の刑事であり、遼子の兄。過去に放火によって両親を亡くしたことから、その犯人を捕まえるべく刑事となった。遼子が自ら様々な事件に踏み込み、「触れてはいけない闇」を暴こうとしていることには反対しており、常にその身を案じている。幼少期の鷹藤が爆発物や毒物に興味を持っていたことから「名なしの権兵衛」ではないかと怪しんでいたが、実際は彼こそが「名なしの権兵衛」の正体にして両親を殺害した張本人でもあった。自身が母の浮気相手の子であったことから父が血の繋がった遼子だけを溺愛、彼には虐待を繰り返しており、同様の理由から母からは見て見ぬふりをされ続けた陰惨な境遇から凶行に至り、「名なしの権兵衛」としても暗躍する一方で妹の遼子には確かな愛情を持ち、彼女を心配し事件から遠ざけようとしていたのも本心からの行動であった。最終的には逮捕されたが、乗ったパトカーが大事故を起こし生死不明になる。しかし、ラストで彼らしき人物が遼子の前に姿を現し、謎めいた余韻を残しながら物語は幕を閉じる。
片山保〈30〉
演 - 辻谷嘉真
警視庁公安部、刑事。洸至の部下。

### ゲスト

#### 第1話
有栖川スミレ〈40〉
演 - 浅野ゆう子
カリスマジャーナリスト。元報道記者。
西園寺亘〈44〉
演 - 光石研
和泉大橋欄干崩落事故の容疑者。
潔成晴天
演 - 篠井英介
ひので教団教祖代理。
双津葉敬造
演 - 西田健
双津葉建設社長。

#### 第2話
芥川春彦〈45〉
演 - 京本政樹
ベストセラー作家。社会派ミステリーの巨匠。
夏目龍堂〈48〉
演 - 相島一之
同じくベストセラー作家。芥川とはライバルながらも、互いに認め合う関係。
吉行周作〈21〉
演 - 若葉竜也
山形文化大学生。瞳が「闇夜のカーニバル」の本当の作者と主張。
太宰瞳〈21〉
演 - 福田萌
周作のサークル仲間。3か月前に上京後、駅構内で事故死。

#### 第3話
桂木ミチル〈39〉
演 - 高橋ひとみ
桂木美容整形外科の院長。
安奈ツボミ〈26〉
演 - 小野真弓
桂木美容整形外科の事務員。山田晴子と名乗っている。
安奈サクラ〈23〉
演 - 多岐川華子
ドラゴン芸能所属アイドル。
岸川大五郎〈60〉
演 - 六平直政
政民党衆議院議員（与党）・前厚労大臣。

#### 第4話
菅原昭光〈35〉
演 - 原田龍二
立てこもり犯。コンビニ・アルバイト店員。
雨宮翔〈40〉
演 - 内田朝陽
人気俳優。
小池雫〈30〉
演 - 国分佐智子
TV国民・アナウンサー。
鮎原ミク〈27〉
演 - 金子さやか
人気歌手。
湊プロデューサー〈45〉
演 - 神保悟志
TV国民・ドラマプロデューサー。
宮島信正
演 - 山田明郷
TV国民・報道局長。

#### 第5話
楠田信〈37〉
演 - 中村獅童
探偵事務所・楠田エージェンシーの代表。
マーサ〈30〉
演 - 三浦理恵子
カリスマ占い師。
高城健〈26〉
演 - 井上正大
Jリーガー。南と付き合っているということが大きく報道された。
南彩香〈22〉
演 - 松本若菜
トップアイドル。

#### 第6話
一条春果〈36〉
演 - 櫻井淳子
人気急上昇の天才ヴァイオリニスト。
一条千夏〈34〉
演 - 雛形あきこ
姉の春果と同じく人気急上昇のピアニスト。
遠山一郎〈60〉
演 - 深水三章
遠山史朗の父親で、一条姉妹が住む募金団体の息が掛かったマンションの管理人。会社をリストラされて失意の中に居る時に募金団体の存在を知り、以後は洗脳まがいのことをされ、借金を背負いながらも募金団体に身を尽くすほどの狂信者となる。自分が映っている携帯を史郎を刺して奪い取るも、7話にて爆死。
薮谷議員
演 - 金山一彦
窪園議員
演 - 菊原祐太朗
一条姉妹を立候補させる議員。
警察幹部
演 - 小林すすむ
マスコミから事件の取材を受ける。
管理人
演 - ノッチ（デンジャラス）
遠山の後任のマンションの管理人。
ポンチョタナカ
演 - 長州小力
KINKO
演 - 赤いプルトニウム 
一条姉妹と同じマンションの住人。
山村リポーター
演 - 山村美智
一条姉妹を取材するリポーター。

#### 第7話
牛丸秀友〈52〉
演 - 大和田伸也
駐ゾマリア共和国・大使。
氷川未知子〈36〉
演 - 川上麻衣子
ヒミコ倶楽部のオーナー。元毎朝新聞の記者。
ユキ
演 - 杏さゆり
ミキ
演 - 志村陽香
ヒミコ倶楽部のホステス。
ダンディ坂野上
演 - ダンディ坂野
ヒミコ倶楽部の常連客のお笑い芸人。
瀬名駿
演 - 佐渡稔
武士沢慶一
演 - 石井愃一
補選の立候補者。

#### 第8話
江島あかり〈36〉
演 - 荻野目慶子
永倉が経営する能力開発塾塾長。最終話にも登場。
稲垣平八〈49〉
演 - 浅野和之
ホームレス。実は元大学教授だった。
葵慎一郎〈10〉
演 - 嘉数一星
天才将棋少年。

#### 最終話
大川
演 - 長谷川初範
警視庁刑事。記念パーティーの警備担当。
梨野公平
演 - 藤間宇宙
鷹藤俊一の兄。
楢崎喜一
演 - 須永慶
代議士。「政民党」総裁。

## 用語
週刊アンタッチャブル
ゴシップやスキャンダルなどを取り扱う三流誌。元の売上げは悪かったが、鳴海が書く記事によって初版が売り切れになるほどの売上げを叩き出している。スポンサーは永倉ホールディングス。
編集長樫村の死亡に伴い、国民ジャーナルの遠山が編集長になった。
永倉ホールディングス
永倉栄一が社長を務める持株会社。教育や福祉など多角的な事業を行っており、「環境保護団･ラボネイチャリング」や「日本福祉募金振興会」などを傘下に持つ。表向きは慈善事業などに積極的なイメージだが、その裏では募金団体の信者を使って犯罪やその揉み消しを行ったり、対立や楯突く団体に不祥事を起こさせるなど、あくどい行為をしている。
名無しの権兵衛
裏社会の秘密を探らせたり、逆に関わるのを警告する謎の人物。文書を関係者に送りつけるのが専らで正体は不明。今までに何人もを爆発で抹消している。
地球党
永倉が設立した政治団体。第6話で東京26区の衆議院補選から立候補、与党 政民党・野党 希望党 の評判を落とし（一条姉妹のW立候補や候補者のスキャンダル捏造）当選。 永倉を当選させるために募金団体の信者が選挙区に住民票を移動させていた。
当選後から与野党の議員が多数移籍している。

## スタッフ
- 脚本 - 橋本裕志
- 音楽 - 井筒昭雄
- 演出 - 下山天、唐木希浩（5年D組）、常廣丈太（テレビ朝日）
- 主題歌 - GIRL NEXT DOOR「Orion」（avex trax）
- 挿入歌 - 72「ここにいるよ」（Sony Music Associated Records Inc.）
- 選曲 - 石井和之
- 音楽協力 - テレビ朝日ミュージック、エー・ビー・シーメディアコム
- 技術協力 - テイクシステムズ、ブル
- CG・美術協力 - テレビ朝日クリエイト
- アクションコーディネーター - 田淵景也
- タイトルロゴ - 朝日広告社
- ゼネラルプロデューサー - 桑田潔（テレビ朝日）
- プロデューサー - 横地郁英（テレビ朝日）、安井一成（ABC）、太田雅晴（5年D組）
- 制作協力 - 5年D組
- 制作 - ABC・テレビ朝日

## エピソードリスト
| 話数 | エピソードタイトル（ラテ欄） エピソードタイトル（放送時）       | 初回放送日     | 演出     | 視聴率 |
| --- | --------------------------------------------------------------- | -------------- | -------- | ------ |
| File.1 | 大惨事を予言する女 3つの謎 事故を予言する女                     | 2009年10月16日 | 下山天   | 11.6%  |
| 主人公・鳴海遼子が三流週刊雑誌「アンタッチャブル」に再就職する。そんな時、報道ジャーナリスト・有栖川スミレが以前から指摘し続けていた双津葉建設が建てた橋の欄干が崩落し、死者2名を出す大惨事となっていた。同じ頃、「名無しの権兵衛」と名乗る者から有栖川スミレの密会写真が編集部に送られてくる。編集長から、その写真をもとに、彼女を取材するように指示を受ける。カメラマンの鷹藤と共に突撃取材を試みる遼子だった。 |                                                                 |                |          |        |
| File.2 | W盗作!? 密室の女 盗作しあう2人の作家                            | 2009年10月23日 | 下山天   | 9.7%   |
| 芥川春彦の小説「闇夜のカーニバル」が発売された。芥川のファンである遼子はそれを買うために書店に行く。そこには美鈴もいた。美鈴が手にしていたのは夏目龍堂の「闇夜のカーニバル」だった。それらは文面は異なるものの、発売日・内容・結末まで同じだった。芥川・夏目のファンである遼子と美鈴はそれぞれ取材をする。 |                                                                 |                |          |        |
| File.3 | 整形美女は二度死ぬ…空に舞う一億の罠 美容整形リストに潜む罠      | 2009年10月30日 | 唐木希浩 | 6.2%   |
| タレントの整形疑惑を追う遼子と鷹藤は、整形医・桂木が院長を務める美容整形医院付近の河原で、大量の一万円札が降る現場に遭遇した。やがて、河原から女性の遺体が発見される。整形トラブル絡みの殺人を疑う遼子は、何者かが川底に沈んだ遺体を発見させようとして札をばらまいたと推理する。 |                                                                 |                |          |        |
| File.4 | 監禁された女記者!! 24時間の復讐生中継 奇妙な立てこもり          | 2009年11月6日  | 下山天   | 8.4%   |
| 遼子と鷹藤は密会スクープを撮るため俳優・雨宮翔と女子アナ・小池雫を張り込むが、見つかってしまう。そこへ突然、ドラマでの雨宮のセリフに腹を立てているという見知らぬ男が出現。人質を脅迫材料にテレビ局に謝罪放送をさせようとする男に、遼子は雨宮らと共に捕らえられてしまう。 |                                                                 |                |          |        |
| File.5 | 名探偵VS女性記者!! 盗聴殺人の謎を暴け 盗聴された女              | 2009年11月13日 | 唐木希浩 | 7.6%   |
| 遼子と鷹藤は、アイドルとJリーガーのスキャンダルを追うよう指示された。遼子は、同じスクープの情報源を追っている探偵事務所の社長・楠田の元を訪れ、調査に同行することに。そこで、楠田の盗聴探知機を目にし、以前、何者かに荒らされた美鈴の部屋も調べてもらうことを思いつく。 |                                                                 |                |          |        |
| File.6 | 真犯人ついに!! セレブ姉妹の殺人演奏会 セレブ姉妹の殺人演奏会    | 2009年11月20日 | 常廣丈太 | 9.1%   |
| バイオリニスト・一条春果とピアニスト・一条千夏姉妹の音楽賞受賞記念公演が開かれた。取材に行った遼子と鷹藤は退屈するが、周りの観客が興奮して次々に失神する異様な光景を目撃。演奏後、遼子と鷹藤は遠山から、一種の集団催眠であると聞き、姉妹の取材を進める。 |                                                                 |                |          |        |
| File.7 | 真犯人は愛した男!! 秘密クラブ殺人接待 秘密クラブで殺人接待      | 2009年11月27日 | 唐木希浩 | 7.9%   |
| 衆議院補選に与野党の新たな候補者が決まる中、募金振興会の地球党は候補者に代表・永倉を立てた。募金振興会の闇を暴きたい遼子は編集長から託された資料のうち、永倉の絡むゾマニア共和国緑化事業に注目。関係者が出入りする高級クラブに潜入し、オーナー・氷川の協力を取り付ける。 |                                                                 |                |          |        |
| File.8 | 最終章突入!! 女塾長の完全犯罪…真犯人の告白 天才育成塾の完全犯罪 | 2009年12月11日 | 常廣丈太 | 6.4%   |
| 将棋界などで天才的なプレーを見せる少年らが世間で話題を呼んでいた。地球党の永倉が経営する能力開発塾の塾長・江島はテレビ番組で、天才児育成の秘密は永倉式能力開発システムにあると主張。取材のため塾を訪れた遼子の前に、天才将棋少年の父親を名乗る男が現れる。 |                                                                 |                |          |        |
| Last File | 今夜すべての謎が!! 真犯人の最後の復讐 真犯人の告白              | 2009年12月18日 | 唐木希浩 | 7.3%   |
| 遠山や洸至らが鷹藤を一連の事件の黒幕だと疑う中、遼子はいまだに信じ続けていた。やがて鷹藤は全国に指名手配され、遼子は真犯人を突き止めようと調査を開始。だが、発見された鷹藤の隠れ家を洸至らと訪れた遼子は、事件の報道記事が張り巡らされた部屋を目の当たりにする。 |                                                                 |                |          |        |

- 平均視聴率 8.2%（視聴率はビデオリサーチ調べ、関東地区・世帯）
- 12月4日は『フィギュアスケートグランプリファイナル2009』（男子ショート・女子ショート）放映のため休止。
- 『TRICK』、『ごくせん』で人気・実績のある仲間由紀恵を主演（テレビ朝日系列では『エラいところに嫁いでしまった!』以来の主演）に据えたが、第二話以降は一桁続きとなった。平均視聴率は仲間主演作品としては、『ジョシデカ!-女子刑事-』の9.12%を下回るワースト記録となってしまった。
- ドラマ放映中に共演者の田中哲司と仲間由紀恵の熱愛報道が出た（所属事務所は単に「仲のよい間柄」と公表しているが、後に婚約を発表した。）。

## 遅れネット局
- 山陰放送（BSS、TBS系列）：2010年3月25日から4月1日まで月〜木曜13:55 - 15:50（25日は1話のみ、それ以外は2話集中放送）
- 宮崎放送（MRT、TBS系列）：2010年3月29日から5月24日まで毎週月曜15:00 - 15:55（初回は短縮版を放送）

## 備考
- スポンサーのニッポンフード（日本ハムグループ）の『鍋まつり』シリーズ（中原誠）およびトヨタ自動車の純正ナビ（鷹藤俊一、城之内仁）とのコラボレーションCMが、ドラマ放送時間内限定で放送されていた。
- 2話までラテ欄には『アンタッチャブル〜事件記者・鳴海遼子〜』と表記されていたが、3話からは『アンタッチャブル』の表記に変わり、各話のサブタイトルが1行から2行に変更された。
- 仲間由紀恵と佐藤智仁は『ごくせん』以来の共演である（仲間が教師役、佐藤が生徒役）。
- 佐藤智仁・芦名星・田中要次は、同じく5年D組が制作した『ギラギラ』でも共演していた。また、『ギラギラ』の主題歌『情熱の代償』を担当したGIRL NEXT DOORが本作でも主題歌を歌っている。
- ドラマにあわせ、モバゲーで佐藤智仁がブログを書いている。また、モバゲーのマスコットキャラクターもばゆびのクッションがドラマ内で何度か映っている。「アンタッチャブル・アイ」というソーシャルゲームも同サイトが提供している。
- 特設サイト「UNTOUCHABLE.tv」内のゲームを解くためのカギとなっている「週刊アンタッチャブル」の表紙には、TRICKで仲間由紀恵が演じた山田奈緒子が解決した事件が見出しとして掲載されている。